# 알파 로메오 20/30HP

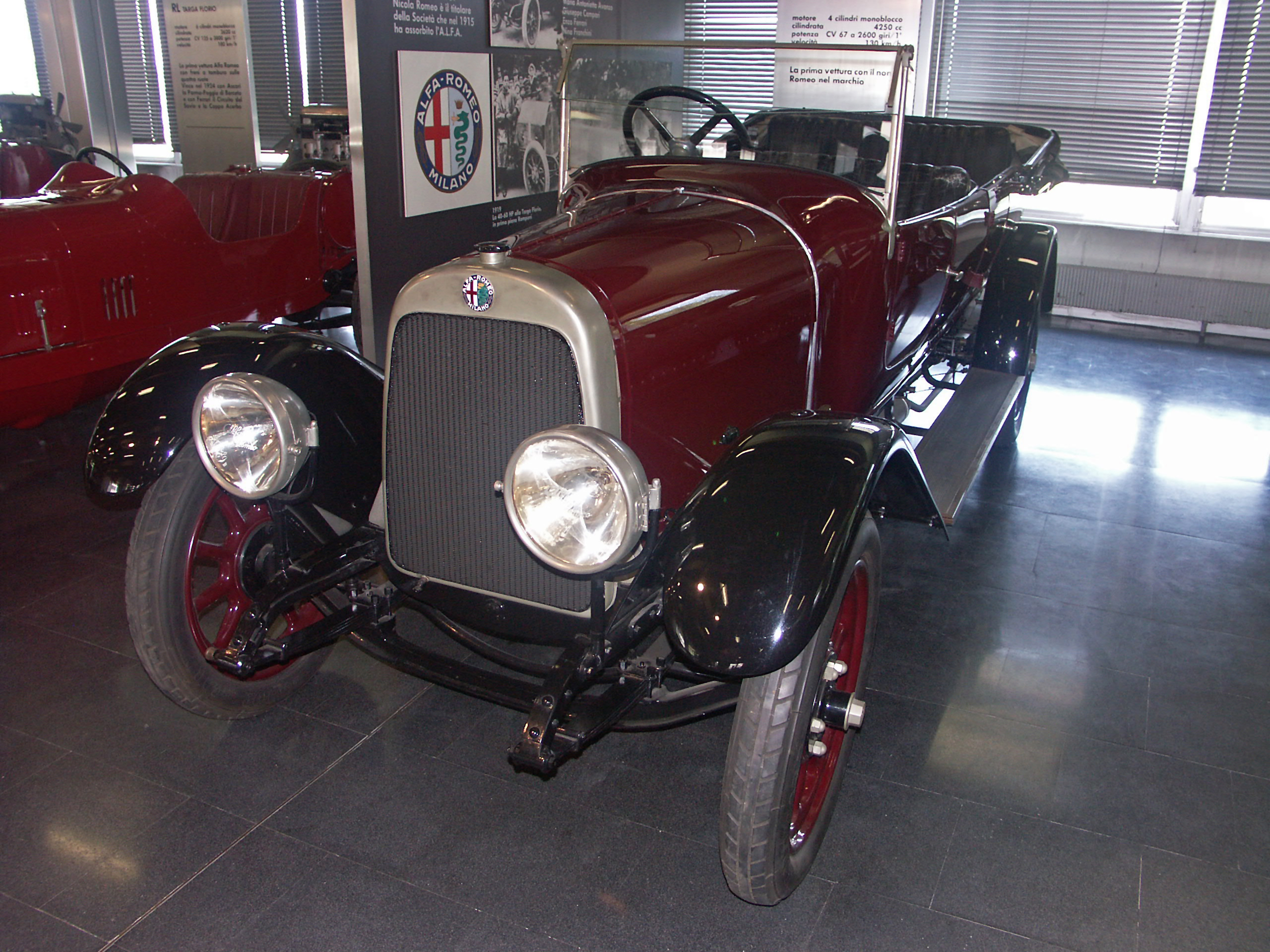
ALFA 20/30HP ES

알파 로메오 20/30HP(ALFA 20/30 HP)는 4.1리터/4.2리터 4기통 승용차로, ALFA(Anonima Lombarda Fabbrica Automobili)에서 1914년과 1921년에 각각 20/30HP로 명명된 세 대의 자동차를 만들었고, 최초의 1910 4기통 4-6인승 투어링 카, 개선된 20/30HP E, 4인승 스포츠카인 20/30HP ES Sport를 만들었다. 이 차는 알파 로메오에서 공식적으로 '알파 로메오'로 표기한 최초의 자동차로, 4250cc 사이드 밸브 인라인 4 엔진이 장착되어 67마력을 냈다. 이탈리아 상류층을 대상으로 출시되어 포드 모델 T의 약 3배에 달하는 가격이었는데, 제1차 세계대전 이후의 경제 상황을 고려할 때는 큰 금액이었다. 알파 로메오 20/30HP는 1910년의 24HP와 거의 동일했으며, 소음을 줄이기 위해 캠축에 사이드 체인을 장착한 것 외에는 24HP의 엔진을 완전히 재사용하여 'HP 24 세리에 E'라고 부르기도 했다. 최대 출력은 2400rpm에서 49bhp로 증가했고 최고 속도는 115km/h(71마일)로 증가했다. 1914년 8월 3일 제1차 세계대전이 발발하자 이탈리아는 중립을 선언하여 ALFA 공장은 전쟁과 관련된 제조에 직접적인 영향을 받지 않았고, 1914년과 1915년 사이 생산된 20/30HP 모델은 총 285대에 달했다.
1. ↑  “ALFA 20/30HP”.